# کوه شاری
کوه شاری (به ژاپنی: 斜里岳 shari-dake) یکی از کوه‌های استان هوکایدو در ژاپن است. نام این کوه در کتاب فهرست صد کوه معروف ژاپن آمده‌است. ارتفاع این کوه ۱۵۴۷ متر است. این کوه شامل کوه شاری جنوبی (南斜里岳 minamishari-dake) و یال غربی است. از زمان‌های دور به زبان آینویی (زبان ساکنان اولیهٔ جزیرهٔ ژاپن) اون‌نه‌نوپوری گفته می‌شده‌است.